# André Luiz Silva do Nascimento
André Luiz Silva do Nascimento (São João del-Rei, 27 gennaio 1980) è un ex calciatore brasiliano, di ruolo difensore.

## Palmarès

### Club

#### Competizioni nazionali
- Coppa di Lega francese: 1

Nancy: 2005-2006
- Campeonato Brasileiro Série B: 1

Palmeiras: 2013

#### Competizioni statali
- Campeonato Mineiro Módulo II: 1

Atletico Mineiro: 2001